# Devario pathirana
Devario pathirana је зракоперка из реда Cypriniformes и фамилије Cyprinidae.

## Угроженост
Ова врста се сматра угроженом.

## Распрострањење
Ареал врсте је ограничен на једну државу. 
Шри Ланка је једино познато природно станиште врсте.

## Станиште
Станишта врсте су шуме, поља риже и слатководна подручја.